# Presa El Realito
La Presa El Realito es una presa ubicada en el cauce del río Santa María,  en el municipio de San Luis de la Paz, en el estado de Guanajuato, fue inaugurada el 9 de octubre de 2012, su embalse tiene una capacidad aproximada a 50 hectómetros cúbicos de agua, el objetivo primordial de la presa será suministrar agua potable a más de un millón 450 mil habitantes de los estados de Guanajuato y San Luis Potosí.